# Ab sofort Dämonenkönig!
Ab sofort Dämonenkönig! (jap. 今日からマ王!, Kyō kara Maō!) ist eine Light-Novel-Reihe des japanischen Autors Tomo Takabayashi und der Zeichnerin Temari Matsumoto. Die Reihe wurde auch als Manga, Anime-Fernsehserie, OVA, Videospiel und Hörspielserie umgesetzt.
Das Werk handelt vom Schüler Yuri Shibuya, der in eine fremde Welt gelangt und dort Dämonenkönig werden soll. Die Light-Novel lässt sich in die Genre Comedy, Fantasy, Abenteuer und Shōjo einordnen.

## Inhalt
Der 15-jährige Schüler Yuri Shibuya (渋谷 有利) will seinen Freund vor einer Gruppe Schläger beschützen. Doch macht sich dieser davon und lässt Yuri als neues Opfer zurück und er wird an der Stelle seines Freundes in die Toilette getaucht. Ein Sog zieht ihn durch die Toilette in eine fremde, mittelalterliche Welt. In dieser wacht er zwischen Menschen auf, die ihn bedrohen. Völlig überfordert, hat er das Glück, von Conrad Weller gerettet zu werden. Bald wird Yuri offenbart, dass er der neue Dämonenkönig (Maō) werden soll, in dieser Welt, in der sich Dämonen und Menschen gegenüberstehen. Doch Yuri ist ein Pazifist und weigert sich, Krieg gegen die Menschen zu führen, auch da er sich selbst nicht als Dämon, sondern als Mensch sieht und nicht daran denkt, als Dämonenkönig zu regieren.
Als Yuri miterleben muss, wie ein Dorf im Kampf vernichtet wird, entscheidet er sich doch, Dämonenkönig zu werden und für Frieden zu sorgen. Nun muss er sich jedoch auch die Gebräuche des Landes aneignen und sich gegen seine Widersacher behaupten. Doch weiß er noch nicht, wie er kämpfen und seine magischen Kräfte einsetzen kann.
Im weiteren Verlauf muss Yuri sich gegen viele behaupten, Frieden schaffen und seiner Verantwortung als neuer Dämonenkönig nachkommen.

## Light Novel
Die Light Novel erscheint in Japan beim Verlag Kadokawa Shoten unter dessen Mädchen-Light-Novel-Imprint Kadokawa Beans Bunko seit Oktober 2000. Bisher sind 22 Bände erschienen.
Auf Deutsch erschien der erste Band im März 2008 bei Carlsen Manga. Nachdem Carlsen Manga 14 Bände auf Deutsch veröffentlicht hatte, wurde die deutsche Light-Novel-Reihe eingestellt.

## Anime
Ab 2004 produzierte das Studio Deen eine Anime-Fernsehserie mit 78 Folgen zur Light Novel. Regie führte Junji Nishimura, das Charakter-Design entwarf Yuka Kudo und die künstlerische Leitung übernahm Toshihisa Koyama. Die Serie wurde vom 3. März 2004 bis zum 25. Februar 2006 durch die Sender BS 2 und NHK in Japan ausgestrahlt. Später folgte eine Wiederholung auf Animax. Eine zweite Staffel mit insgesamt 39 Folgen wird seit 3. April 2008 durch NHK ausgestrahlt.
Der Anime wurde durch den Sender Animax in Südkorea, Süd- und Südostasien ausgestrahlt. Die Sender Hero und QTV 11 sendeten die Serie auf den Philippinen. Auf Englisch erschien sie bei Madman Entertainment in Australien und bei Geneon Entertainment in den USA, auf Französisch bei Dybex.
Von Oktober 2007 bis März 2008 wurde in Japan eine OVA namens Kyō kara Maō! R (今日からマ王！Ｒ) zum Anime veröffentlicht, die fünf halbstündige Folgen umfasst. Die OVA wurde vom gleichen Team wie die Serie durch Studio Deen produziert. Später folgte eine Ausstrahlung durch den Sender NHK.

### Synchronisation
| Rolle                 | japanischer Sprecher (Seiyū) |
| --------------------- | ---------------------------- |
| Yuri Shibuya          | Takahiro Sakurai             |
| Conrad Weller         | Toshiyuki Morikawa           |
| Wolfram von Bielefeld | Mitsuki Saiga                |
| Gwendal von Voltaire  | Akio Ōtsuka                  |
| Günter von Kleist     | Kazuhiko Inoue               |

### Musik
Die Musik der Fernsehserie wurde komponiert von Yōichirō Yoshikawa. Als Vorspanntitel der Serie verwendete man Hateshinaku Tōi Sora ni (果てしなく遠い空に) von The Stand Up und Sekai yo Warae (世界よ笑え) von Jungo Yoshida und M-Tone. Die Abspannlieder sind Suteki na Shiawase (ステキな幸せ) von The Stand Up, Arigatō～ (ありがとう～) von BON'z und Going von Jungo Yoshida.
Der Vorspann der OVA wurde unterlegt mit Romantic Morning, der Abspann mit Hitsuyō no Pocket (秘密のポケット, Hitsuyō no Poketto), beide gespielt von The Stand Up.

## Weitere Adaptionen

### Manga
Von Juli 2005 bis Juli 2016 erschien im Magazin Asuka des Verlags Kadokawa Shoten ein Manga von Temari Matsumoto zur Light Novel mit dem Titel Kyō kara Ma no Tsuku Jiyūgyō!. Die Reihe wurde in 21 Sammelbände zusammengefasst. Im Herbst 2016 wurde mit dem Ende der Serie eine Side Story angekündigt, die nach den Ereignissen der Hauptreihe spielen soll.
Auf Deutsch wurde der Manga von April 2009 bis September 2019 von Carlsen Manga komplett mit 21 Bänden veröffentlicht. Eine englische Übersetzung erscheint bei Tokyopop, eine chinesische bringt Kadokawa selbst über ein Tochterunternehmen in Taiwan heraus.

### Hörspiel
In Japan erschienen drei Hörspiel-CDs zu Kyō kara Maō.

### Videospiel
Unter dem Titel Kyō kara Maō! Hajimari no Tabi (今日からマ王！はじマりの旅) erschien 2006 in Japan ein Adventure-RPG zur Light-Novel-Reihe für die Konsole PlayStation 2.

### Bühnenstücke
Eine erste Adaption des Stoffs für die Bühne wurde im April 2013 mit dem Musical Kyo Kara Maoh! Birth of the Maou aufgeführt, das auch 2016 wieder aufgelegt wurde. Im Herbst 2015 wurde auch ein Theaterstück zu Kyo Kara Maoh! gezeigt. Bei beiden Adaptionen war Shintarō Sugano für Regie und Drehbuch verantwortlich.

## Rezeption
Laut Irene Salzmann von Splashcomics wendet sich die Light Novel vor allem an Mädchen ab 13 Jahren und ist in einem einfachen Stil gehalten, grafisch wie sprachlich. Dennoch seien die Zeichnungen ansprechend und die Übersetzung sei von hoher Qualität. Die Reihe setze auf eine Mischung aus Schüler-Milieu, Fantasy und Comedy, ähnlich wie Inu Yasha, In A Distant Time und Fushigi Yuugi Genbu Kaiden. Der Ansatz der Beschäftigung mit dem Konflikt zwischen Dämonen und Menschen, Vorurteilen, Hass und Intrigen, trete aber bald hinter die Konflikte zwischen den Charakteren und den Humor. Trotz der Neigungen der männlichen Hauptcharaktere zueinander, handele es sich bei Ab sofort Dämonenkönig aber nicht um einen Shōnen-Ai, jedoch seien diese Anspielungen häufig ein Mittel des Humors. So biete das Werk viel Spaß mit üblichen Manga-Elementen, vor allem für jüngere Leser.